# Бранник (група)
Бранник је бугарска /! група.

## Дискографија
- 2002 - "Duty & Honour" (Дълг и чест)[1][2][3]
- 2008 - "Become one of us" (Стани един от нас)[4][5][6]

## Песме
- Дълг и чест (Дужност и част)
- Зовът на кръвта (Позив крви)
- Истинско щастие (Истинска срећа)
- Медийни лъжи (Медијских лажи)
- Нашата сила (Наша снага)
- Обществена зараза (Социјална зараза)
- Стани един от нас (Постао један од нас)[7]